# Индевор (телесериал)
«Инде́вор» (англ. Endeavour), или «Молодой Морс» — британский детективный телесериал в жанре полицейской драмы. Премьера пилотной серии прошла 2 января 2012 года на канале ITV в Великобритании.
Телесериал является приквелом к телесериалу «Инспектор Морс».

## Сюжет
Действие сериала происходит в 1965 году в Оксфорде. Молодой детектив-констебль Индевор Морс расследует запутанные убийства. Отношения с коллегами складываются непросто, однако Морсу покровительствует его непосредственный начальник — детектив-инспектор Фред Создей, который, заметив талант Морса, защищает и направляет неуживчивого молодого полицейского. Создей испытывает к Морсу отеческие чувства, но тщательно это скрывает.
Морс — человек увлекающийся: он настолько поглощен расследованиями, что не в состоянии отвлечься, чтобы сдать экзамен на сержанта. Ранее он бросил учебу в Оксфордском университете, чем-то сильно увлекшись. Кроме работы, Морс обожает оперу, классическую музыку, кроссворды, эль и автомобили «Ягуар».

## В ролях
- Шон Эванс — Индевор Морс, детектив-сержант (пилот, сезоны 1—9)
- Роджер Аллам — Фред Создей, детектив-инспектор (пилот, сезоны 1—9)
- Антон Лессер — Реджинальд Брайт, главный суперинтендант (сезоны 1—9)
- Джек Лэски — Питер Джейкс, детектив-сержант (сезоны 1—3, 9)
- Шон Ригби — Джим Стрейндж, детектив-сержант (сезоны 1—9)
- Джеймс Брэдшоу — доктор Макс Дебрин, патологоанатом (пилот, сезоны 1—9)
- Эбигейл Тоу — Доротея Фрейзел, журналистка (пилот, сезоны 1—9)
- Кэролайн О’Нил — Уинифред Создей, жена инспектора Создея (сезоны 1—9)
- Сара Викерс — Джоан Создей, дочь инспектора Создея (сезоны 1—6, 8—9)
- Джек Бэннон — Сэм Создей, сын инспектора Создея (сезоны 1—3, 5, 9)
- Шворн Маркс — Моника Хикс, соседка Морса (сезоны 2—3)
- Саймон Кунц — Барт Чёрч, детектив-инспектор (сезон 2)
- Дакота Блю Ричардс — Ширли Трелов, констебль (сезоны 3—5)
- Льюис Пик — детектив — Джордж Фэнси, детектив-констебль (сезон 5)
- Фил Дэниелс — Чарли Создей, брат инспектора Создея (сезоны 5, 9)
- Клэр Ганайе — Клодин, фотограф (сезон 5)
- Саймон Харрисон — Ронни Бокс, детектив-инспектор (сезоны 5—6, 9)
- Ричард Ридделл — Алан Яго, детектив-сержант (сезон 6)
- Элисон Ньюман — Вив Уолл, начальница Джоан Создей (сезон 6)

## Эпизоды
| Сезон | Серии | Серии | Даты показа      | Даты показа      | Зрители Великобритании (млн) |
| Сезон | Серии | Серии | Первая серия     | Последняя серия  | Зрители Великобритании (млн) |
| ----- | ----- | ----- | ---------------- | ---------------- | ---------------------------- |
| Пилот | Пилот | Пилот | 2 января 2012    | 2 января 2012    | 8,21                         |
| 1     | 4     | 4     | 14 апреля 2013   | 5 мая 2013       | 7,04                         |
| 2     | 4     | 4     | 30 марта 2014    | 20 апреля 2014   | 6,78                         |
| 3     | 4     | 4     | 3 января 2016    | 24 января 2016   | 6,82                         |
| 4     | 4     | 4     | 8 января 2017    | 29 января 2017   | 7,07                         |
| 5     | 6     | 6     | 4 февраля 2018   | 11 марта 2018    | 6,67                         |
| 6     | 4     | 4     | 10 февраля 2019  | 3 марта 2019     | 7,16                         |
| 7     | 3     | 3     | 9 февраля 2020   | 23 февраля 2020  | 6,80                         |
| 8     | 3     | 3     | 12 сентября 2021 | 26 сентября 2021 | 5,22                         |
| 9     | 3     | 3     | 26 февраля 2023  | 12 марта 2023    | TBA                          |

## Производство
Съёмки телесериала проходили в Оксфорде (Оксфордшир).